# Choerophryne proboscidea
Espèce
Statut de conservation UICN

 LC  : Préoccupation mineure
Choerophryne proboscidea est une espèce d'amphibiens de la famille des Microhylidae.

## Répartition

Aire de répartition de Choerophryne proboscidea.

Cette espèce est endémique de Nouvelle-Guinée. Son aire de répartition concerne la côte nord de l'île, du niveau de la mer jusqu'à 1 450 m d'altitude.

## Publication originale
- Van Kampen, 1914 : Zur Fauna von Nord-Neuguinea. Nach den Sammlungen von Dr. P.N. van Kampen und K. Gjellerup aus den Jahren 1910 und 1911. Amphibien. Zoologische Jahrbücher, Abteilung für Systematik, Geographie und Biologie der Tiere, vol. 37, p. 365-378 (texte intégral).